# وليم جوزيه دي أسيس فيلهو
وليم جوزيه دي أسيس فيلهو هو لاعب كرة قدم برازيلي في مركز الدفاع، ولد في 25 يونيو 1933. لعب مع أتلتيكو مينيرو.

## وصلات خارجية
- وليم جوزيه دي أسيس فيلهو على موقع قاعدة بيانات كرة القدم.إي يو (الإنجليزية)
- وليم جوزيه دي أسيس فيلهو على موقع ناشيونال فوتبول تيمز (الإنجليزية)